# Fujifilm Finepix S2 Pro
Die Fujifilm Finepix S2 Pro (kurz: Fuji S2 oder nur S2) ist eine von Fujifilm hergestellte digitale Spiegelreflexkamera.
Sie ist das Nachfolgemodell der im Jahr 2000 erschienenen Fuji S1 Pro und erschien zirka drei Wochen vor der Nikon D100 am 30. Januar 2002. Im Gegensatz zur auf der Nikon F60 basierenden S1 Pro wurde die S2 Pro unter Verwendung von Teilen der Nikon F80 gebaut. Dadurch ist sie mit zahlreichen Zubehörteilen von Nikon kompatibel.

## Allgemeines

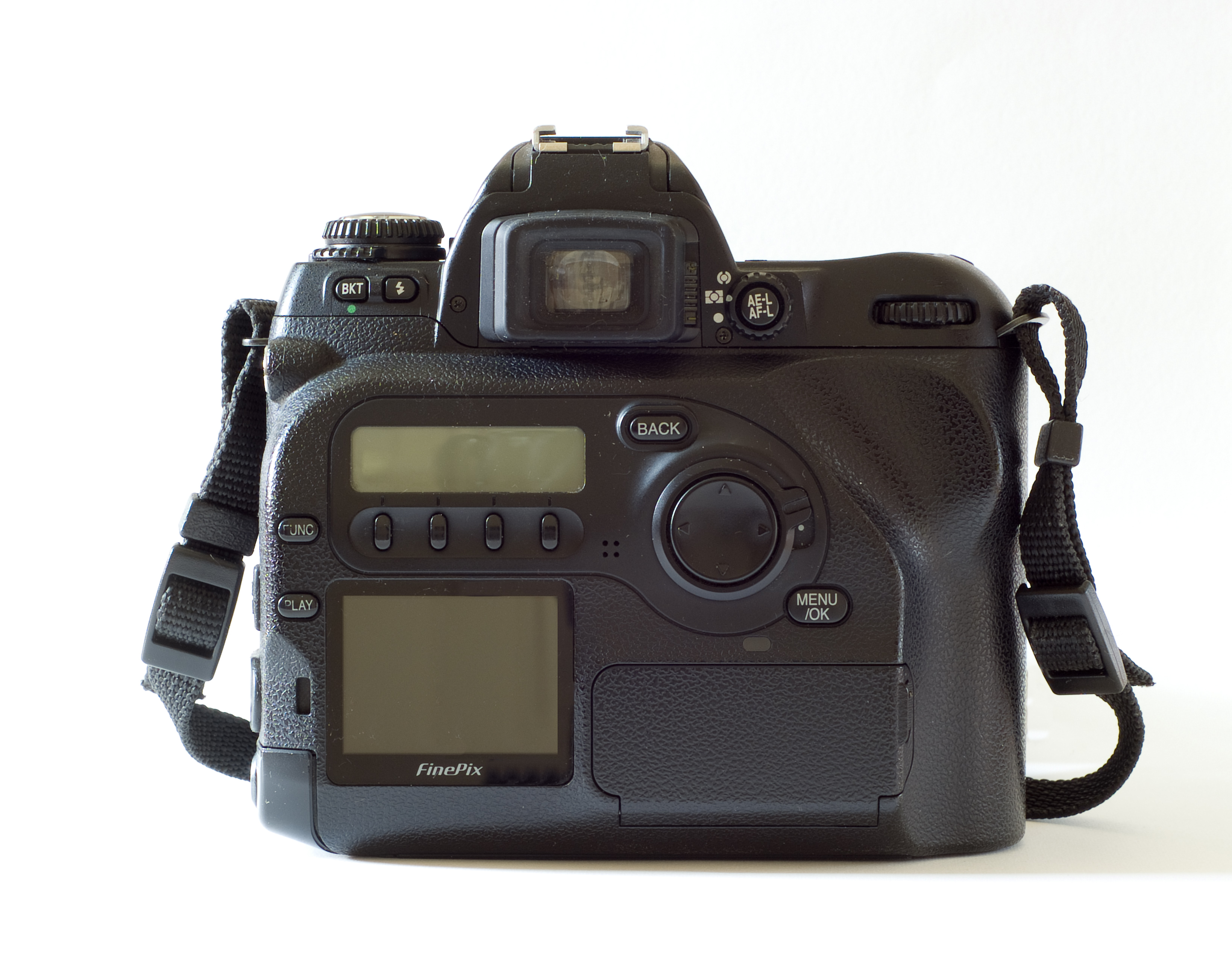
Fuji Finepix S2 Rückansicht

Die S2 Pro gleicht im Äußeren der F80 von Nikon. Einzige wirkliche Änderung ist die Stromversorgung der Kamera, sie wird im Gegensatz zu vielen anderen DSLRs (Digitale Spiegelreflexkamera) mit handelsüblichen Mignon-Batterien oder AA-Akkus betrieben.
Da diese beim Erscheinen der S2 aber noch nicht leistungsfähig genug waren, sieht die S2 zwei zusätzliche CR123A-Batterien vor, die auch bei der F80 zum Einsatz kommen und hauptsächlich für den Antrieb des Autofokus genutzt werden. Im Notbetrieb kann die S2 auch ohne die CR123A-Batterien betrieben werden.
Mit den mittlerweile verfügbaren Mignon-Akkus jenseits der 2200 Ah-Marke kann die Kamera nun ohne Einschränkung ausschließlich mit den Mignon-Akkus betrieben werden.
Die S2 besitzt als Anschlusstyp das Nikon-F-Bajonett, wodurch eine Vielzahl von Objektiven sowohl von Nikon als auch von Fremdherstellern angeschlossen werden können.

## Technische Spezifikationen
Herzstück der S2 ist ein 6-Megapixel-Super-CCD-Sensor von Fuji. Durch Interpolation der speziellen Wabenstruktur des Sensors kann die Kamera 12 Megapixel große Bilder ausgeben. Ansonsten bietet die S2 alle üblichen Funktionen einer DSLR: Programmfunktion, Blendenautomatik, Zeitautomatik sowie einen manuellen Modus. Der Programmmodus der S2 dient also in erster Linie dazu, scharfe und ausgewogen belichtete Bilder zu erstellen, auf zusätzliche Belichtungsprogramme wie z. B. „Sportaufnahme“, „Nachtportrait“ usw. wurde verzichtet.
Als Messsystem bietet die S2 die übliche Spot-, Mittenbetonte- und Matrixmessung und ein kleines eingebautes Blitzgerät mit Leitzahl 12. Einstellungsmöglichkeiten sind „Belichtung aufs nächste Objekt“, „Objekt im Zentrum des Suchers“ sowie Speicherfunktion für den Autofokus.

## Nachfolgemodell
Produktion und Vertrieb der S2 wurden eingestellt. Nachfolgemodell ist die Fuji S3 Pro, die einen 12-Megapixel-Chip besitzt, sowie einige Verbesserungen wie einen eingebauten Hochformatauslöser bietet. Zusätzlich wird die S3 Pro nur noch mit Mignon-Batterien betrieben. Inzwischen ist ein weiteres Nachfolgemodell, die Fuji S5 Pro, auf dem Markt.